# Alvania monserratensis
Alvania monserratensis är en snäckart som först beskrevs av Baker, Hanna och Strong 1930.  Alvania monserratensis ingår i släktet Alvania och familjen Rissoidae. Inga underarter finns listade i Catalogue of Life.